# AARP The Magazine
AARP The Magazine est un magazine bimensuel américain publié par l'American Association of Retired People, AARP. Il se concentre sur les questions liées au vieillissement.

## Histoire
Le magazine a été créé en 1958 sous le nom initial de Modern Maturity. Il adopta son titre actuel en 2002[réf. nécessaire].

## Rédacteur en chef
Le rédacteur en chef actuel est Robert Love[réf. nécessaire].

## Diffusion
Le magazine est envoyé à tous les membres de l'AARP, ce qui en fait le magazine à plus grand tirage aux États-Unis ; il occupe ce rang depuis la fin des années 1980. Le tirage du magazine est de 23 428 878 exemplaires en décembre 2015.